# Moon Jae-in
Moon Jae-in (en hangul, 문재인; en hanja, 文在寅; pronunciado /mun dʑɛ in/; Geoje, Gyeongsang, 24 de enero de 1953) es un político surcoreano que se desempeñó como presidente de Corea del Sur desde 2017 hasta 2022. Antes de ser presidente, se desempeñó como Secretario Principal de Asuntos Civiles y Jefe de Gabinete del Presidente Roh Moo-hyun, Miembro de la Asamblea Nacional y Líder del Partido Democrático de Corea. 
Moon fue líder de la oposición en la 19.ª Asamblea Nacional antes de ser presidente desde 2015. Previamente, fue candidato presidencial por el Partido Democrático Unido en las elecciones presidenciales de 2012 después de ganar por mayoría en las primarias del partido, pero perdió la elección contra Park Geun-hye, del conservador Partido Saneuri. Antes de que involucrarse en la política, fue abogado y jefe de personal del presidente Roh Moo-hyun.
Durante las elecciones presidenciales de 2017, Moon fue elegido presidente como candidato del Partido Democrático de Corea tras el juicio político de Park Geun-hye y su posterior destitución. Como presidente, Moon logró la atención internacional por sus reuniones con el presidente norcoreano Kim Jong-un en las cumbres intercoreanas de abril, mayo y septiembre de 2018, lo que lo convirtió en el tercer presidente surcoreano en reunirse con su homólogo norcoreano. El 30 de junio de 2019, se reunió tanto con Kim como con Donald Trump, entonces presidente de Estados Unidos, en la Zona Desmilitarizada (DMZ) de Corea.

## Biografía

### Orígenes y juventud
Nacido en Geoje, Corea del Sur, Moon Jae-in era el primogénito de Moon Yong-hyung y Kang Han, Su padre era de Hamhung, en la provincia de Hamgyŏng del Sur (actualmente en Corea del Norte), no obstante Moon Jae-in nació en el Sur ya que su padre huyó durante la Guerra de Corea a Corea del Sur. Su padre trabajaba como peón en Geoje.
Su familia finalmente se quedó establecida en Busan, y Moon asistió al Instituto Kyungnam. Más tarde se matriculó en la Universidad de Kyung Hee dónde se graduó de Derecho. Posteriormente fue arrestado y expulsado de la universidad cuándo organizó una protesta estudiantil contra la dictadura de Park Chung-hee. Más tarde, fue reclutado en las Fuerzas Especiales, donde participó en la Operación Paul Bunyan durante el incidente del hacha en Panmunjon.

### Abogado de derechos humanos
Moon comenzó a trabajar como abogado con el futuro presidente Roh Moo-hyun. Mantendrían una relación de amistad hasta el suicidio de éste. Junto con Roh, se especializaron en casos relacionados con los derechos humanos y derechos civiles. Fue miembro de Minbyun y el Consejo de Derechos humanos en Busan. Fue miembro fundador del diario coreano El Hankyoreh, en 1988.

### Administración de Roh Moo Hyun
Debido la insistencia de Roh, Moon dirigió su campaña presidencial, y después de la victoria de Roh, Moon fue nombrado jefe de personal y asesor presidencial. Sus funciones en la administración incluían: 
- 2003 a febrero de 2004 - Secretario presidencial para Asuntos Civiles
- Mayo de 2004 a enero de 2005 - Secretario presidencial para Sociedad Civil
- Enero de 2005 a mayo de 2006 - Secretario presidencial para Asuntos Civiles
- Marzo de 2007 a febrero de 2008 - Secretario del presidente
- Agosto de 2007 - Presidente de la Promoción de la 2.ª Cumbre de Corea del Sur

Cuándo el juez empezó investigar a Roh por cargos de corrupción, Moon se encontraba en su consejo legal.  Después del suicidio de Roh, Moon estuvo a cargo del funeral y manejó sus asuntos privados. Su exposición al público como asesor preparado y fidedigno impresionó al público y muchos liberales en Corea vieron en Moon un candidato atractivo contra la conservadora del Partido Libertad de Corea Park Geun-hye.

## Carrera política

### Comienzos en política
De cara a las elecciones de 2012, Moon se vio muy cerca a la candidata Park Geun-hye. En dichas elecciones, Moon ganó un asiento en la Asamblea Nacional por el Distrito de Sasang de Busan, consiguiendo el 55% del voto en dicha circunscripción.

### Campaña presidencial de 2012
El 12 de septiembre de 2012, Moon fue elegido candidato presidencial, mediante primarias, por el Partido Unido Democrático. Durante las elecciones, se enfrentó con la candidata Park Geun-hye y con el magnate Ahn Cheol-soo. Después de que Ahn renunciase a la candidatura, Moon perdió contra Park Geun-hye. Desde su derrota, Moon lideró la oposición contra Park.
Durante la campaña, los servicios secretos surcoreanos organizaron una campaña de desprestigio contra él para influir en los votantes a favor de los conservadores. El jefe de los servicios secretos fue condenado a cuatro años de prisión en 2017.

### Campaña presidencial de 2017
Moon participó en las elecciones coreanas de 2017, que se convocaron luego del proceso de destitución de la presidenta Park. El 9 de mayo de 2017 fue elegido presidente con el 40,08% de los votos.
El Partido Demócrata de Moon Jae-in obtuvo una amplia victoria en las elecciones legislativas de abril de 2020, con 163 escaños de un total de 300, y 17 escaños para un partido aliado, en un contexto de alta participación electoral (66,2%, la tasa más alta del país desde 1992).

## Ideología

### Seguridad nacional
Moon está a favor de discutir la ley de seguridad nacional de Corea, la cual han sido señalada, por los coreanos liberales, como una herramienta para establecer en Corea del Sur la represión de la izquierda en la política coreana. También ha prometido abolir el Servicio de Inteligencia Nacional para mantener su neutralidad política, transfiriendo los asuntos domésticos a la fuerza policial.

### Política extranjera
Moon está a favor de la reunificación pacífica de las dos Coreas. Ha sido ampliamente tanto criticado como alabado por sus comentarios al respecto, declarando que su primera visita, si resultase electo presidente, será a Corea del Norte. La política extranjera de Moon hacia Corea del Norte está considerada alineada con la Política del Sol abrazada por presidentes liberales anteriores: Kim Dae-jung y Roh Moo-hyun. 
También promete reabrir la Región Industrial de Kaesong. Ha declarado que se considera "amigo de Estados Unidos" por su ayuda a Corea del Sur para evitar el comunismo, y mejorar el crecimiento económico. Moon se opone a un reajuste en la alianza de seguridad con los Estados Unidos, pero al mismo tiempo declaró  que le gustaría que Corea del Sur "fuera capaz de tomar la iniciativa en los asuntos de la Península coreana."
El acercamiento intercoreano despierta un amplio entusiasmo entre la población surcoreana: la popularidad de Moon Jae-in alcanzó el 68% en abril de 2018. Por otro lado, esta apertura cuenta con la oposición de ciertas organizaciones evangélicas, que mantienen un discurso xenófobo y anticomunista.

### Política económica
La promesas de campaña de Moon en 2017 incluían intenciones como: un estímulo fiscal para apoyar la creación de trabajo, de start-ups, y pymes. También prometió crear 810 000 trabajos en el sector público subiendo los impuestos a las clases ricas de la población.
La política de Moon hacia la corrupción corporativa, específicamente en consideración a los conglomerados coreanos en chaebol es de: "dar a los accionistas minoritarios mayor poder en el tablero" de las compañías.
El salario mínimo subió un 16,4% en 2017. En un informe publicado en 2018, la ONG Oxfam cita a Corea del Sur como uno de los pocos países de Asia que se ha esforzado por reducir la desigualdad.
En agosto de 2021, indultó al ex director general del Grupo Samsung, Lee Jae Yong, condenado por corrupción y malversación de fondos. Aunque esta medida fue reclamada por la derecha, causó controversia dentro del partido presidencial. Park Yong-jin, uno de los candidatos a las primarias demócratas para las elecciones presidenciales de 2022, lo considera una "afrenta al Estado de Derecho", que demuestra que "los ricos y poderosos siempre tienen un resultado favorable". En diciembre de 2021, también indultó a la ex presidenta conservadora Park Geun-hye, condenada por corrupción y abuso de poder. Esta decisión fue recibida con frialdad tanto por la derecha, que sospechaba de una "maniobra" para debilitarlo a pocos meses de las elecciones presidenciales, como por una parte del campo demócrata.

### Valores sociales
En un debate presidencial televisado, Moon dijo que se opone a la homosexualidad en respuesta a una pregunta del candidato conservador Hong Jun-pyo sobre si creía que la presencia de soldados homosexuales eran una fuente de debilidad en el ejército coreano. El comentario de Moon incitó la crítica inmediata de Sim Sang-jung, la candidata del Partido de Justicia a la presidencia, y único partido a favor de los derechos LGBT. El comentario fue visto como un ultraje también por varios activistas pro-LGBT, considerando que Moon era el principal candidato liberal y un exabogado de derechos humanos. Algunos de los seguidores de Moon rechazaron las críticas. Considerando su comentario como necesario para ganar, ya que Corea del Sur tiende a ser un país conservador en asuntos sociales.

## Vida personal
Moon está casado con Kim Jung-sook y tiene dos hijos (una hija y un hijo). Es católico practicante, reza a diario el rosario, y cuando fue declarado presidente pidió a su párroco que acudiera a la Casa Azul para bendecirle y rezar. Justo el día de su toma de posesión coincidió con la fiesta de la Virgen de Fátima (13 de mayo).
Moon publicó sus memorias en 2011.